# 1915-ös norvég labdarúgókupa
A 1915-ös norvég labdarúgókupa a Norvég labdarúgókupa 14. szezonja volt. A címvédő a Frigg csapata volt. A versenyen a helyi szövetségi ligák (kretsserier) bajnokai vehettek részt. A szezonban 12 csapat vett részt. A tornát az Odd csapata nyerte meg, immár hatodik alkalommal.

## Első kör
| 1. csapat            | Eredmény   | 2. csapat           |
| -------------------- | ---------- | ------------------- |
| 1915. szeptember 12. |            |                     |
| Brann                | 3–2 (h.u.) | Lyn                 |
| Grane (Arendal)      | 1–4        | Brodd               |
| Kvik (Trondhjem)     | 8–1        | Rollon              |
| Norrøna              | 1–5        | Kvik (Fredrikshald) |
| Rjukan               | 2–6 (h.u.) | Ørn                 |

- Az Odd és a Lyn (Gjøvik) csapata mérkőzés nélkül továbbjutott.

## Második kör
| 1. csapat            | Eredmény | 2. csapat           |
| -------------------- | -------- | ------------------- |
| 1915. szeptember 26. |          |                     |
| Brann                | 0–8      | Kvik (Fredrikshald) |
| Lyn (Gjøvik)         | 1–8      | Odd                 |
| Ørn                  | 10–1     | Brodd               |

- A Kvik (Trondhjem) csapata mérkőzés nélkül továbbjutott.

## Elődöntők
| 1. csapat        | Eredmény | 2. csapat           |
| ---------------- | -------- | ------------------- |
| 1915. október 3. |          |                     |
| Kvik (Trondhjem) | 0–3      | Kvik (Fredrikshald) |
| Ørn              | 0–3      | Odd                 |

## Döntő
| 1915. október 10. |

| Odd                          | 2–1 | Kvik (Fredrikshald) |
| ---------------------------- | --- | ------------------- |
| Thorstensen 5' Gundersen 13' |     | Helgesen 80'        |

| Sarpsborg Stadion, Sarpsborg Nézőszám: 6 000 Játékvezető: Peder Christian Andersen (Kristiania BK) |

| Odd: |  |                    |
|      |  |                    |
| GK   |  | Ingolf Pedersen    |
| DF   |  | Otto Aulie         |
| DF   |  | Per Skou           |
| MF   |  | Andreas Skou       |
| MF   |  | Peder Henriksen    |
| MF   |  | Bjarne Gulbrandsen |
| FW   |  | Henry Reinholdt    |
| FW   |  | Nils Thorstensen   |
| FW   |  | Sverre Andersen    |
| FW   |  | Einar Gundersen    |
| FW   |  | Jonas Aas          |

| Sarpsborg: |  |                  |
|            |  |                  |
| GK         |  | Ole Paulsen      |
| DF         |  | Otto Klein       |
| DF         |  | Yngvar Tørnros   |
| MF         |  | Bakke            |
| MF         |  | Wilhelm Strand   |
| MF         |  | Karl Andersen    |
| FW         |  | Thomas Andersen  |
| FW         |  | Peder Puck       |
| FW         |  | Johnny Helgesen  |
| FW         |  | Rudolf Olsen     |
| FW         |  | Hartvig Olavesen |